# 에다포사우루스
에다포사우루스(Edaphosaurus, 땅의 도마뱀)는 초식성의 반룡류 중 하나다. 디메트로돈과 함께 에다포사우루스는 초기의 초식성 네 발 동물 중 하나다(육상 척추동물 중에서).

## 개요
에다포사우루스는 현저히 작은 두개골과 넓은 몸통, 굵은 꼬리를 가지고 있었다. 등에는 같은 시대에 산 디메트로돈처럼 돛(지느러미)가 있었다. 하지만 디메트로돈의 돛과는 모양과 형태학적으로 달랐다. 척추는 짧고 무거우며 다수의 줄무늬를 가지고 있다. 에다포사우루스 속은, 석탄기에 살았던 가장 초기의 것들은 그다지 크지 않았다. 하지만, 페름기 초기부터 나타난 두 종, 에다포사우루스 포고니아스와 에다포사우루스 크루키게르는 상당히 큰 동물로 진화해 3.2미터까지 커졌다.

## 대중문화
에다포사우루스는 《괴물과의 산책(원제:Walking With Monsters)》 다큐멘터리 시리즈에 출연한다. 이 다큐멘터리에서 에다포사우루스의 가장 큰 천적은 디메트로돈으로 묘사되었다.

## 사진첩

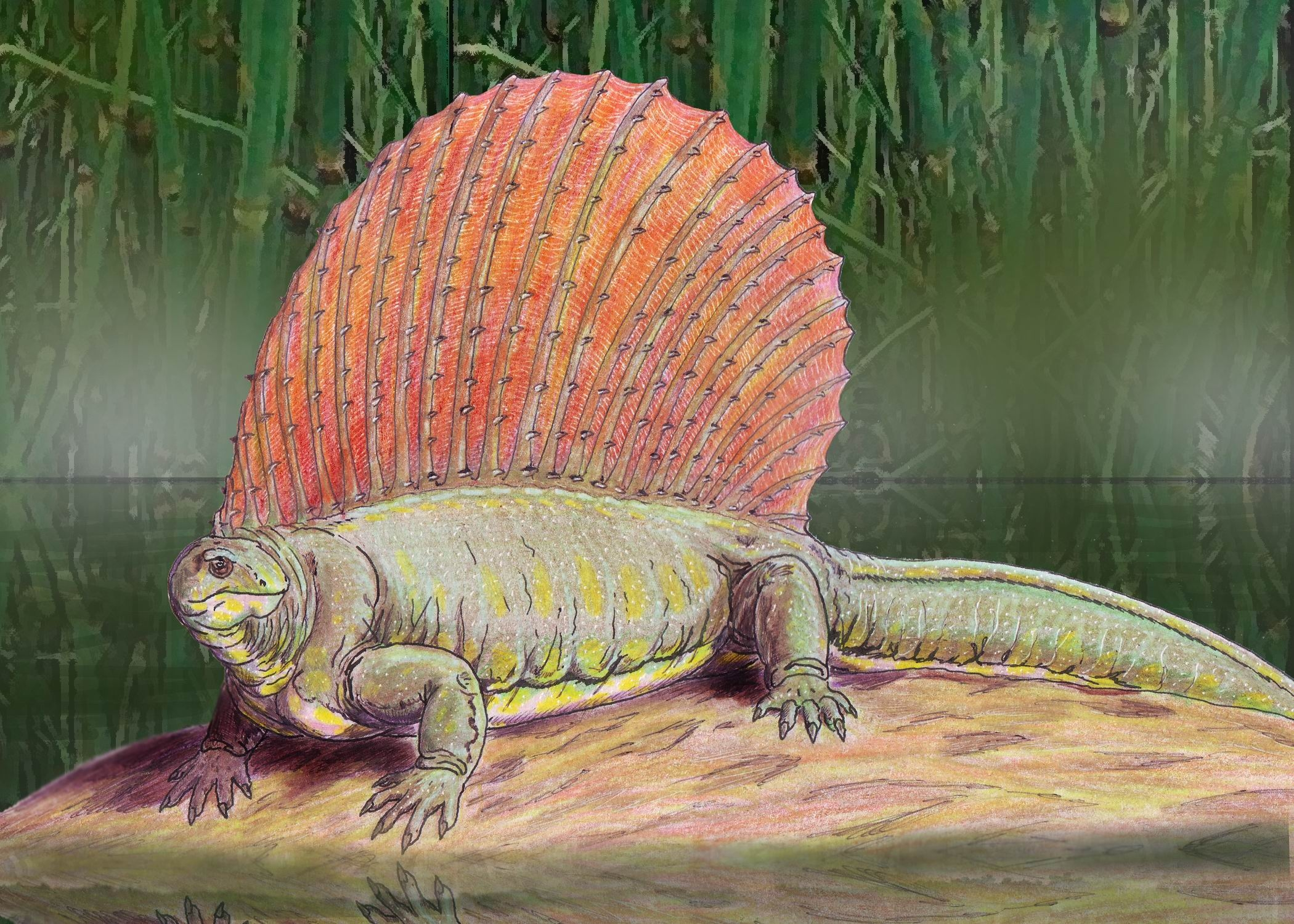
E. boanerges.
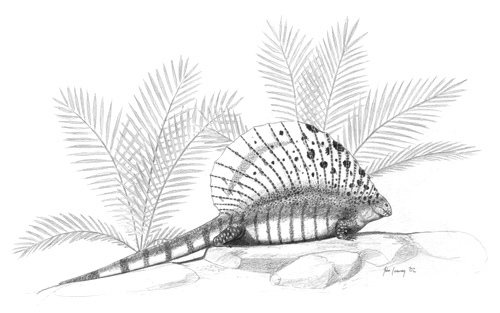
상상도.
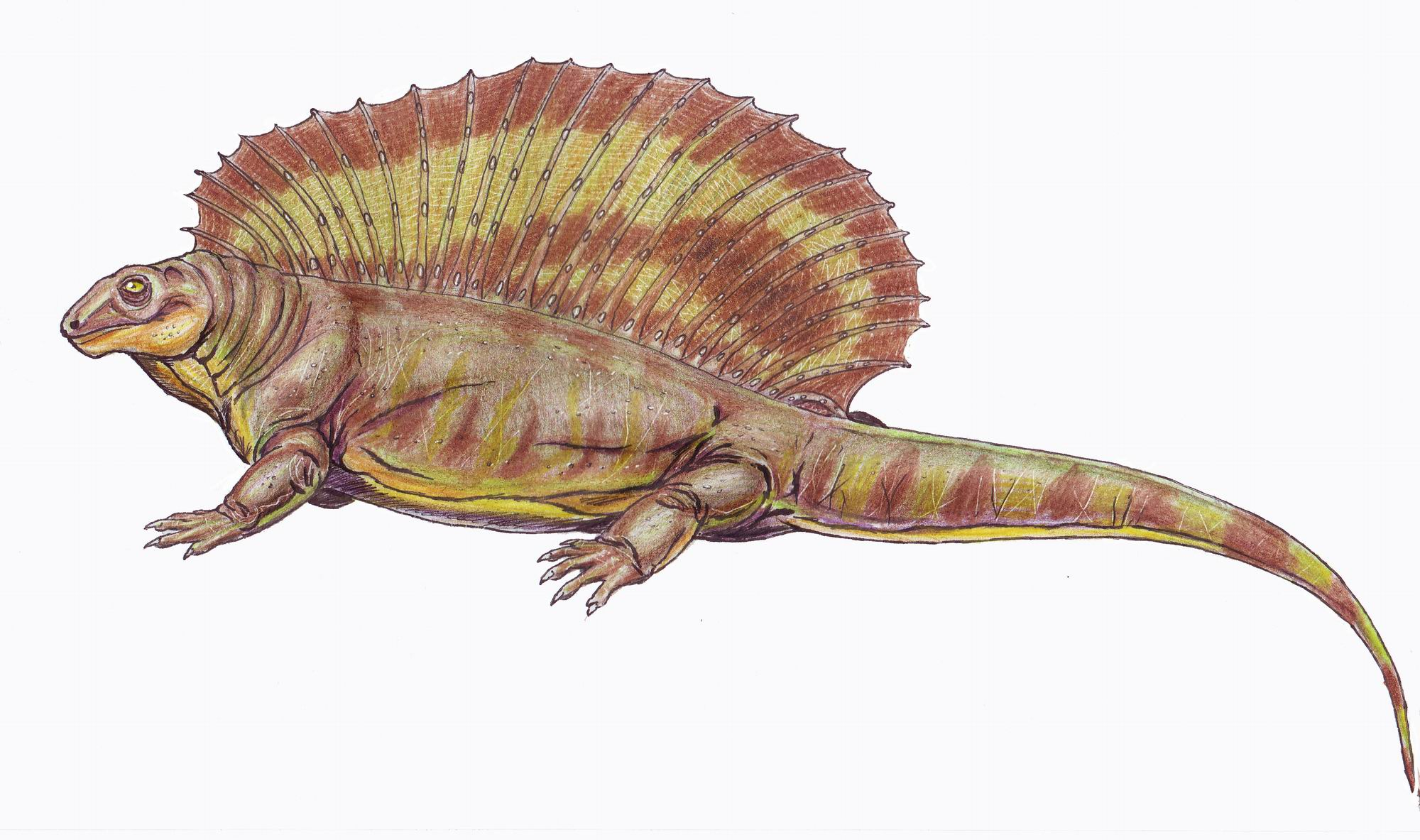

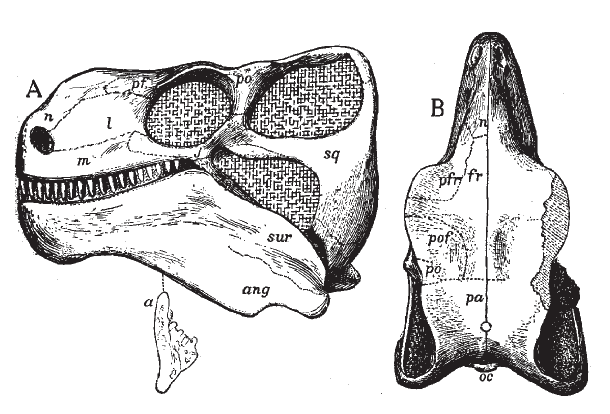
에다포사우루스의 두개골
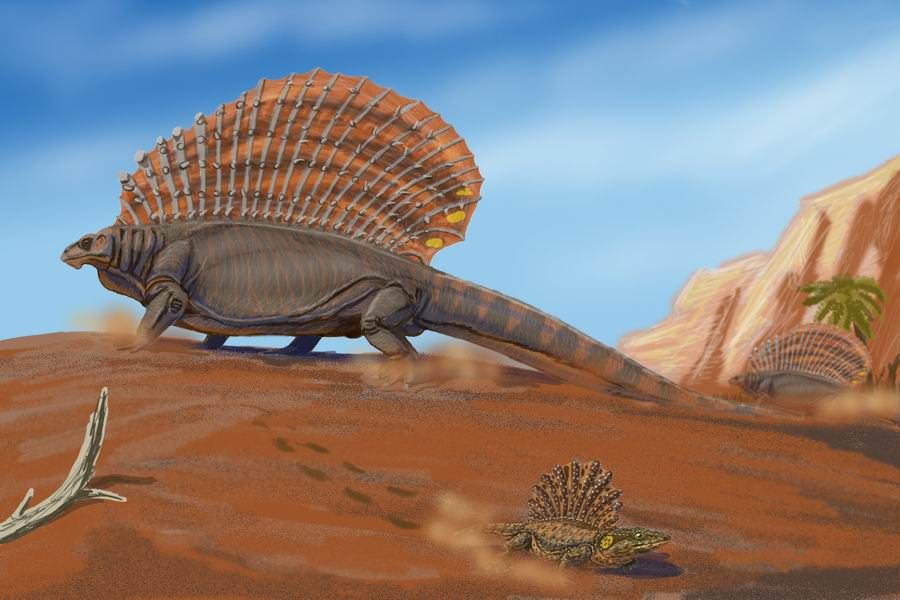
E. pogonias
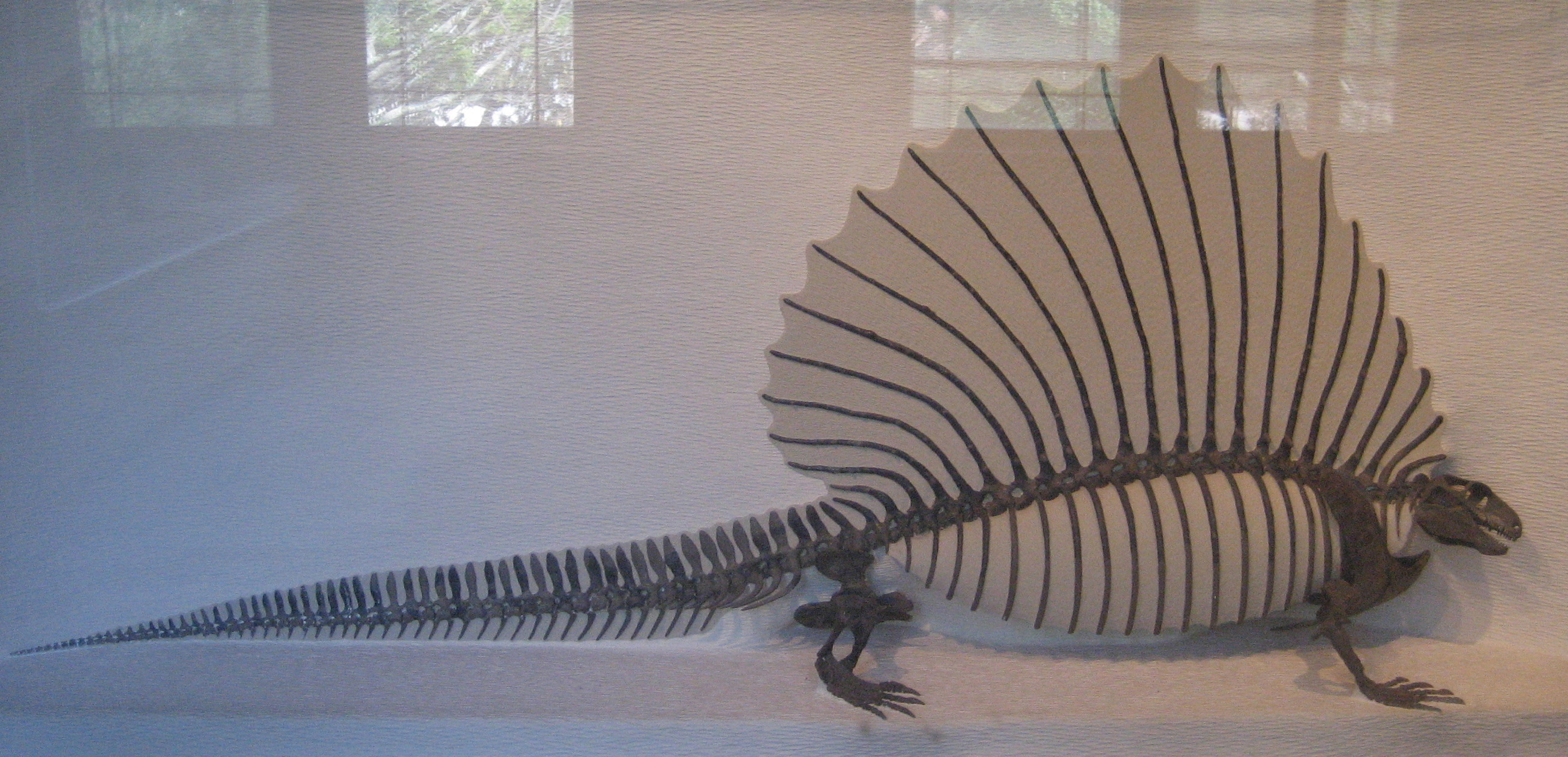
하버드 자연사 박물관에 전시된 화석

## 같이 보기
- 이안타사우루스
- 디메트로돈
- 스페나코돈
- 햅토두스
- 스페나코돈과

## 참고자료
- Carroll, R. L. (1988), Vertebrate Paleontology and Evolution, WH Freeman & Co.
- Colbert, E. H., (1969), Evolution of the Vertebrates, John Wiley & Sons Inc (2nd ed.)
- Romer, A. S., (1947, revised ed. 1966) Vertebrate Paleontology, University of Chicago Press, Chicago
- Romer, A. S. and Price, L. I., (1940), Review of the Pelycosauria, Geological Society of American Special Papers, No 28